# マタパン岬沖海戦
マタパン岬沖海戦（マタパンみさきおきかいせん、英: Battle of Cape Matapan, 伊: Battaglia di Capo Matapan）は、第二次世界大戦中のギリシャ・イタリア戦争において、1941年（昭和16年）3月下旬に地中海でイギリス海軍及びオーストラリア海軍を基幹とする連合国軍と、イタリア王立海軍 (Regia Marina) の間で行われた海戦（地中海攻防戦）。
ギリシャとアレクサンドリア間で運行されていた連合国輸送船団を撃滅するためイタリア艦隊が出撃し、これを英連邦の各艦で編成された地中海艦隊 (Mediterranean Fleet) が迎撃した。艦隊航空隊の雷撃機（アルバコア、ソードフィッシュ）によりイタリア新鋭戦艦ヴィットリオ・ヴェネト (Vittorio Veneto) と重巡洋艦1隻が大破、さらに地中海艦隊の追撃によりイタリア側の損害が拡大する。夜戦でザラ級重巡洋艦3隻と駆逐艦2隻が沈没し、多数の将兵が戦死。
イギリス海軍は地中海戦線の優勢を固めるとともに、戦艦に対する航空母艦の優位性を内外に示すことになった。

## 背景
1940年（昭和15年）10月28日、イタリア王国はアルバニアからギリシャへの侵攻を開始した（ギリシャ・イタリア戦争）。だがイタリア軍はギリシャ軍に撃退され、逆にアルバニアへ侵攻された。ソビエト連邦への侵攻を立案中のナチス・ドイツは、ギリシャ戦開始時より情勢に憂慮していた。そしてイタリア軍の敗走と連合国軍の逆侵攻を放置できず、武力を背景にした外交で枢軸国への強制参加を着々と進め、1941年（昭和16年）3月1日にブルガリアが、3月25日にはユーゴスラヴィアが枢軸国に加わった。そして、バルバロッサ作戦を控えたドイツ軍はイギリス軍の脅威を排除するため、ギリシャ侵攻を予定していた。
イタリア王立海軍はイタリア半島南部のターラントに主力艦を集結させて存在感を示したが（現存艦隊主義）、11月12日深夜から13日未明にかけて地中海艦隊 (Mediterranean Fleet) 所属の装甲空母イラストリアス (HMS Illustrious, R87) に奇襲される。旧式の艦上攻撃機により、イタリア戦艦3隻が戦闘不能となった（タラント空襲）。
イタリア王立空軍 (Regia Aeronautica) も地中海の制空権を握っておらず、同盟国を支援するためドイツ空軍 (Luftwaffe) が助っ人として地中海戦域に登場した。
1941年（昭和16年）1月10日、第10航空兵団のJu-87 スツーカ (Junkers Ju 87 Stuka) はMC4作戦（エクセス作戦）に従事中のイギリス地中海艦隊を攻撃し、イラストリアスを撃破して戦線離脱に追い込んだ。イラストリアスに配備されていた艦隊航空隊のうち、第815海軍飛行隊などがクレタ島に配置転換された。
同年2月14日、イタリア海軍のアルトゥーロ・リッカルディ海軍参謀長と、ドイツ海軍 (Kriegsmarine) のエーリヒ・レーダー元帥がミラノで会談を行った。ドイツ側は、エジプト・ギリシャ間の補給路（イギリス地中海艦隊の輸送船団）をイタリア艦隊で阻止するよう求めたが、イタリア側は反対した。
イギリス海軍は大破したイラストリアスの代艦として、姉妹艦のフォーミダブル (HMS Formidable, R67) を地中海艦隊に配備した。戦力を再編すると同時に、2月25日にはドデカネス諸島のカステロリゾ島占領を試み（アブステンション作戦）、3月には北アフリカ戦線からギリシャ戦線への陸軍部隊の移送（ラスター作戦）を開始した。このようなイギリス軍の動きもあり、ドイツや作戦実行を求めていたアンジェロ・イアキーノ中将などの圧力もあって、イタリア海軍総司令部は作戦実行を決定した。アレクサンドリアにて英戦艦2隻が損傷中などの誤情報もあり、3月26日にイアキーノ提督が率いるイタリア艦隊はイタリア各地から出撃、洋上で集結した。
イタリア艦隊は、イアキーノ提督（旗艦ヴェネト）直率の主力部隊（戦艦ヴィットリオ・ヴェネトと随伴駆逐艦、ルイージ・サンソネッチ提督〈重巡トレント、トリエステ、ボルツァーノ、駆逐艦部隊〉）、カルロ・カッタネオ少将の偵察艦隊（カッタネオ提督〈重巡ザラ、フィウメ、ポーラ、駆逐艦部隊〉、アントニオ・レニャーニ提督〈軽巡ルイージ・ディ・サヴォイア・ドゥーカ・デッリ・アブルッツィ、ジュゼッペ・ガリバルディ、駆逐艦部隊〉）に分割されていた。

## 経過

### 戦闘前
3月26日未明、クレタ島北岸のスダ湾に停泊していた連合軍艦隊に、イタリア王立海軍の特別攻撃艇が特殊作戦を決行、タンカー1隻と英重巡洋艦ヨーク (HMS York, 90) を航行不能とした（スダ湾襲撃）。
イギリス軍は通信傍受や暗号解読などにより、イタリア王立海軍による船団攻撃を予期した。航行中であったAG9船団（エジプトからギリシャへ向かう船団）は引き返させ、3月27日にギリシャから出発予定であったGA8船団 (GA 8 convoy) はギリシャに留め置いた。ショート サンダーランド飛行艇が進撃中のイタリア艦隊を発見したので、イギリス側も対応策を講じる。
同27日夕方以降、アレクサンドリアからアンドルー・カニンガム提督率いるイギリス地中海艦隊が出撃した。さらに、エーゲ海で行動中であったウィッペル中将指揮下の巡洋艦部隊（Force B）にも地中海艦隊本隊（A部隊）への合流が命じられた。

### 最初の戦闘
3月28日払暁、イギリス海軍のA部隊（Force A）所属の空母フォーミダブル (HMS Formidable, R67) より、艦上攻撃機（アルバコア、ソードフィッシュ）が偵察に向かった。アルバコアはイタリア巡洋艦部隊の存在を掴んだ。
イタリア側も、旗艦ヴィットリオ・ヴェネト (Vittorio Veneto) からIMAM Ro.43水上機が発進して偵察を実施、連合国軍巡洋艦部隊を発見した。3つに分かれていたイタリア艦隊の一つ、第3戦隊司令官ルイージ・サンソネッチ少将が指揮する巡洋艦部隊（重巡洋艦トリエステ、トレント、ボルツァーノ、駆逐艦3隻）がイギリス巡洋艦部隊の攻撃にむかった。
クレタ島の南方海面で最初に直接砲火を交えたのは、ウィッペル提督（旗艦オライオン）のB部隊 (Force B) すなわち連合国軍巡洋艦部隊と、サンソネッチ提督の巡洋艦部隊であった。8時12分、イタリア重巡洋艦（トリエステ、トレント、ボルツァーノ）が距離23,000メートル前後で砲撃を開始した。B部隊はクイーン・エリザベス級戦艦が戦場に到着するまでの時間を稼ぐため距離をとろうとし、イタリア重巡部隊はそれを追撃した。イギリス軍の動きを罠と考えたイアキーノ提督は8時55分にサンソネッチに対し追跡を中止するよう命じた。そのため、サンソネッチ部隊は北西に向かい戦闘は中断した。この戦闘では両軍とも命中弾は得られなかった。
北西に向かったサンソネッチの部隊を追跡したB部隊は、イアキーノ提督が座乗する戦艦ヴィットリオ・ヴェネトと遭遇した。10時55分、旗艦ヴィットリオ・ヴェネトは距離27,000メートル前後で砲撃を開始した。また、サンソネッチ部隊も攻撃のため向きを変えたが、B部隊は南へ逃走した。ヴィットリオ・ヴェネトが航空攻撃を受けたことで戦闘は停止した。ヴィットリオ・ヴェネトの砲撃はB部隊旗艦オライオン (HMS Orion, 85) に挟夾となり、機関故障を起こした軽巡グロスター (HMS Gloucester, C62) や掩護の駆逐艦ヘイスティ (HMS Hasty, H24) などが危機に陥ったが、結局、命中弾は出なかった。
A部隊（本隊）では「新手のイタリア巡洋艦部隊接近」の偵察報告をうけて、B部隊を救うためフォーミダブルよりフルマー戦闘機2機とアルバコア雷撃機6機が発進した。1時間ほど飛行して戦場に到着すると、英連邦巡洋艦がヴィットリオ・ヴェネトにより窮地に追い込まれていたので、さっそくイタリア新鋭戦艦を攻撃する。11時27分、フォーミダブル第一次攻撃隊はイタリア新鋭戦艦に対して攻撃を開始した。さらにイタリア艦隊の上空にいたJu 88 2機のうち、1機が英戦闘機フルマーに撃墜されている。ヴィットリオ・ヴェネトに向けて発射された魚雷はすべて外れたが、敵空母の存在が明らかとなったことで11時40分にイアキーノ提督は撤退を決めた。フォーミダブル第一次攻撃隊は戦果こそなかったが、味方巡洋艦部隊の危機を救ったのである。
またロドス島より発進したイタリア空軍のSM.79雷撃機 2機がフォーミダブルを襲撃したが、回避されている。

### イギリス軍の航空攻撃

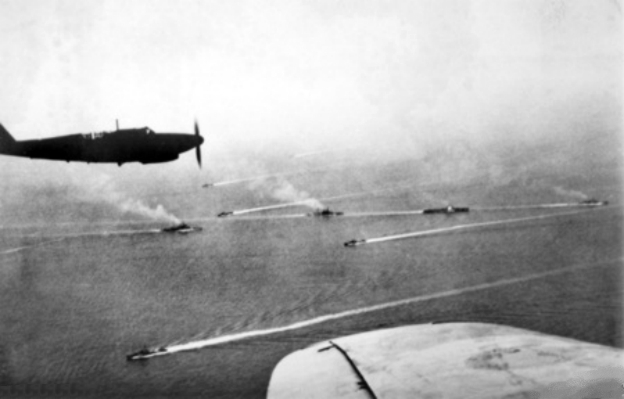
空母フォーミダブルを含むイギリス艦隊。

イギリス地中海艦隊は、イタリア半島にむけて撤退するイタリア艦隊を追撃した。イギリス側は航空攻撃でイタリア艦隊（特に戦艦ヴェネト）に損害を与えて速度を落とさせることを企図した。
12時5分、クレタ島マレメから発進したソードフィッシュ3機がイタリア重巡洋艦ボルツァーノ (Bolzano) を攻撃したが失敗に終わった。15時20分、フォーミダブルから発進した第二次攻撃隊（アルバコア3機、ソードフィッシュ2機、フルマー2機）がイタリア艦隊を襲撃する。偶然にもギリシャから飛来したイギリス空軍 (Royal Air Force) のブレニム双発爆撃機がイタリア艦隊を攻撃しており、イタリア側の注意が分散した。アルバコア3機による攻撃がおこなわれ、ヴィットリオ・ヴェネトの左舷に魚雷1本が命中した。左舷側の推進器軸を破壊されたヴィットリオは、一時的に航行不能となる。イギリス側は第829海軍飛行隊のアルバコア1機（飛行隊長ダニエル・ステッド少佐）が撃墜された。
もしヴィットリオ・ヴェネトがこのまま動けなくなったら、ライン演習作戦で舵を破壊されたドイツ戦艦ビスマルク (Bismarck) と同じ運命を辿った筈である。だがヴェネトは奇跡的に応急修理に成功し、18ノット程度を出せるようになった。イアキーノ提督は旗艦ヴェネトの周辺に重巡洋艦と駆逐艦を配置し、輪形陣となって退却を再開する。19時30分頃、フォーミダブル第三次攻撃隊（アルバコア6機、ソードフィッシュ2機）と、クレタ島マレメから発進したソードフィッシュ2機がイタリア艦隊輪形陣を捕捉、夜間雷撃を敢行する。探照灯の妨害や、対空砲火や煙幕をくぐりぬけ、19時58分に重巡洋艦ポーラ (Pola) に魚雷1本が命中した。ポーラは航行不能になった。
イギリス地中海艦隊主力（A部隊）の位置を知らなかったイアキーノ提督は、偵察機の報告（旗艦ヴェネトより後方約130キロメートル）と、陸上基地からの情報（旗艦ヴェネトより後方約300キロメートル）を比較して、後者を信用した。20時48分、イアキーノ提督は第1巡洋艦戦隊司令官カルロ・カッタネオ少将に対し、損傷したポーラの援護に向かうように命じた。ザラに将旗を掲げるカッタネオ提督は直率の重巡洋艦ザラ (Zara) 、フィウメ (Fiume) 、駆逐艦4隻（アルフィエーリ、カルデッシ、オリアーニ、ギオベルティ）を率いてヴェネト輪形陣から分離し、反転してポーラの元へ向かった。

### 夜間の戦闘
20時15分、先行していたB部隊の巡洋艦がレーダーで重巡洋艦ポーラを探知した。22時10分には戦艦ヴァリアントのレーダーもそれを捉えた。続いてポーラ救援のため接近中のカッタネオ部隊などを捉えた。A部隊の大型艦は単縦陣を形勢しており、空母フォーミダブルが分離したのち、砲撃戦の準備をおこなう。
22時27分、戦艦ウォースパイト（カニンガム提督旗艦）が重巡洋艦フィウメに対して砲火を開いた。イギリス戦艦3隻（ウォースパイト、ヴァリアント、バーラム）の砲撃を受けたイタリア側3隻（フィウメ、ザラ、ヴィットーリオ・アルフィエーリ）は短時間で大破炎上した。
フィウメは23時頃に沈没した。ザラも、第14駆逐艦隊 (14th Destroyer Flotilla) の英駆逐艦ジャーヴィス (駆逐隊司令フィリップ・マック大佐）に魚雷を打ち込まれて3月29日2時40分に沈んだ。カッタネオ提督はザラ沈没時に戦死した。イタリア駆逐艦ヴィットリーオ・アルフィエーリ (Vittorio Alfieri) は23時15分に豪州海軍駆逐艦スチュアート (HMAS Stuart) などによって沈められた。
また、イタリア駆逐艦ジョズエ・カルドゥッチ (Giosuè Carducci) も英駆逐艦ハヴォック (HMS Havock, H43) などの攻撃で沈没した。そして、重巡洋艦ポーラも乗員の救助後に英駆逐艦（ジャーヴィス、ヌビアン）が魚雷を打ち込み、29日4時10分に沈没した。
カニンガム提督（旗艦ウォースパイト）はイタリア艦の沈没地点を敵側に連絡したので、イタリア側は病院船グラディスカ (Gradisca) を派遣して救助をおこなった。

## 参加艦艇

### イギリス海軍
地中海艦隊（A部隊、B部隊、D部隊）
- A部隊（Force A） アンドルー・カニンガム提督（地中海艦隊司令長官代理）
  - 戦艦：ウォースパイト（旗艦）、バーラム、ヴァリアント
  - 空母：フォーミダブル
    - 艦隊航空隊：第803海軍飛行隊、第806海軍飛行隊、第826海軍飛行隊、第829海軍飛行隊

  - 第10駆逐艦隊：駆逐艦：スチュアート (HMAS) 、グレイハウンド、グリフィン、ハヴォック、ホットスパー
  - 第14駆逐艦隊：駆逐艦：ジャーヴィス、ジェーナス、ヌビアン、モホーク
- B部隊（Force B） ヘンリー・プリダム・ウィッペル提督
  - 軽巡洋艦：エイジャックス、オライオン、パース (HMAS) 、グロスター
  - 第2駆逐艦隊：駆逐艦：ヘイスティ、ヘレワード、アイレクス、ヴェンデッタ (HMAS)
- D部隊（Force D）
  - 駆逐艦：ジュノー、ジャガー、ディフェンダー

輸送船団
- AG 9 convoy（アレキサンドリア発、ギリシャ行き）
- GA 8 convoy (ギリシャ発、アレクサンドリア行き）

### イタリア海軍
本隊（総指揮官：アンジェロ・イアッキーノ中将）
- 艦隊旗艦（アンジェロ・イアッキーノ中将） - 戦艦：ヴィットリオ・ヴェネト（大破）
  - 第13駆逐隊（XIII Squadriglia cacciatorpediniere）- 駆逐艦：グラナティーレ、フチニエーレ、ベルサリエーレ、アルピーノ
- 第3巡洋艦隊（III Divisione Incrociatori）（ルイージ・サンソネッチ少将）  - 重巡洋艦：トレント、トリエステ、ボルツァーノ、
  - 第12駆逐隊（XII Squadriglia cacciatorpediniere） - 駆逐艦：コラツィエーレ、カラビニエーレ、アスカリ

偵察艦隊（カルロ・カッタネオ少将）
- 第1巡洋艦隊（I Divisione Incrociatori）（カルロ・カッタネオ少将） - 重巡洋艦：ザラ（沈没）、フィウメ（沈没）、ポーラ（沈没）
  - 第9駆逐隊（IX Squadriglia cacciatorpediniere） - 駆逐艦：ヴィットリーオ・アルフィエーリ（沈没）、ジョズエ・カルドゥッチ（沈没）、アルフレード・オリアーニ、ヴィンチェンツォ・ジョベルティ
- 第8巡洋艦隊（VIII Divisione Incrociatori）（アントニオ・レニャーニ少将） - 軽巡洋艦：ルイージ・ディ・サヴォイア・ドゥーカ・デッリ・アブルッツィ、ジュゼッペ・ガリバルディ
  - 第16駆逐隊（XVI Squadriglia cacciatorpediniere） - 駆逐艦：エマヌエレ・ペッサーノ、ニコロソ・ダ・レッコ

## その後
マタパン岬沖海戦は、新鋭高速戦艦1隻が大破し、ザラ級重巡洋艦3隻と駆逐艦2隻をうしなったイタリア王立海軍の大敗北であった。本海戦の結果、イタリア海軍内部では、艦隊保全主義の考えがいっそう強くなり、もっぱら本国周辺で活動するようになった。東地中海で、イギリス海軍の制海権に対抗するものは、ドイツ空軍だけという状況になった。
本海戦でほとんど損害をうけなかったイギリス海軍だが、間もなく試練が訪れる。連合国軍は4月下旬にギリシャからの撤退を余儀なくされ（第二次世界大戦時のギリシャ）、5月下旬のクレタ島攻防戦で陸軍・海軍とも大損害を受ける。マタパン岬沖海戦で連合国勝利の立役者となった戦艦ウォースパイトや空母フォーミダブルも、スツーカの急降下爆撃で大破し、戦線を離脱した。

## 連合軍の勝因
イギリス海軍は、あらためて航空母艦の有用性を証明した。本海戦において、地中海艦隊の空母フォーミダブル (HMS Formidable, R67) および同艦の攻撃隊により、イタリア王立海軍は大打撃を蒙る。最新鋭のヴィットリオ・ヴェネト級戦艦（リットリオ級戦艦）ですら、航空母艦にその地位を脅かされた。またイラストリアス級航空母艦を含めイギリス海軍の空母は、日本海軍やアメリカ海軍の大型空母と比較して搭載機数が少なく、艦上機の性能でも見劣りした。それでもイギリス海軍の艦隊航空隊は旧式機を活用して、地中海でイタリア艦隊を相手に効果的な攻撃を行った。
イタリア王立海軍は、1940年（昭和15年）7月のカラブリア沖海戦で空母イーグル (HMS Eagle) に悩まされ、同年11月のタラント空襲では空母イラストリアス (HMS Illustrious, R87) によって大損害をうける。そして本海戦で決定的敗北を喫し、空母の重要性を思い知らされた。さらに味方のイタリア王立空軍が「艦隊の支援には何の役にも立たない」という事に気づき、ドイツ海軍がグラーフ・ツェッペリン級航空母艦の建造を再開したこともあり、空母の建造を決意した。そして大型商船改造空母アクィラ (Aquila) 、スパルヴィエロ (Sparviero) の建造を急ぐ。だが、2隻ともイタリアの降伏までに完成しなかった。
またイギリス海軍のレーダーも、勝敗を大きく左右した。夜戦において海戦の勝敗を分けたのはレーダー装備の有無、その性能差によるところが大きい。